# Михаил Лермонтов (теплоход)
«Михаи́л Ле́рмонтов» — советское восьмипалубное пассажирское круизное судно класса «Иван Франко», проект 301 (немецкое обозначение) «Seefa 750» (морское судно на 750 пассажиров). Судно было названо в честь русского поэта Михаила Лермонтова. Судами-близнецами являются «Иван Франко», «Александр Пушкин», «Шота Руставели» и «Тарас Шевченко».
Затонуло в 1986 году у берегов Новой Зеландии.

## История
Построено по советскому заказу на верфи «VEB Mathias-Thesen-Werft Wismar» в Висмаре (ГДР) в 1972 году.
В 1973 году совершил первый рейс по маршруту Ленинград—Лондон—Нью-Йорк. С 1980 года совершал трансатлантические переходы и туристические круизы из Лондона к берегам Австралии.
В 1982 году было модернизировано и переоборудовано в ФРГ.

## Катастрофа

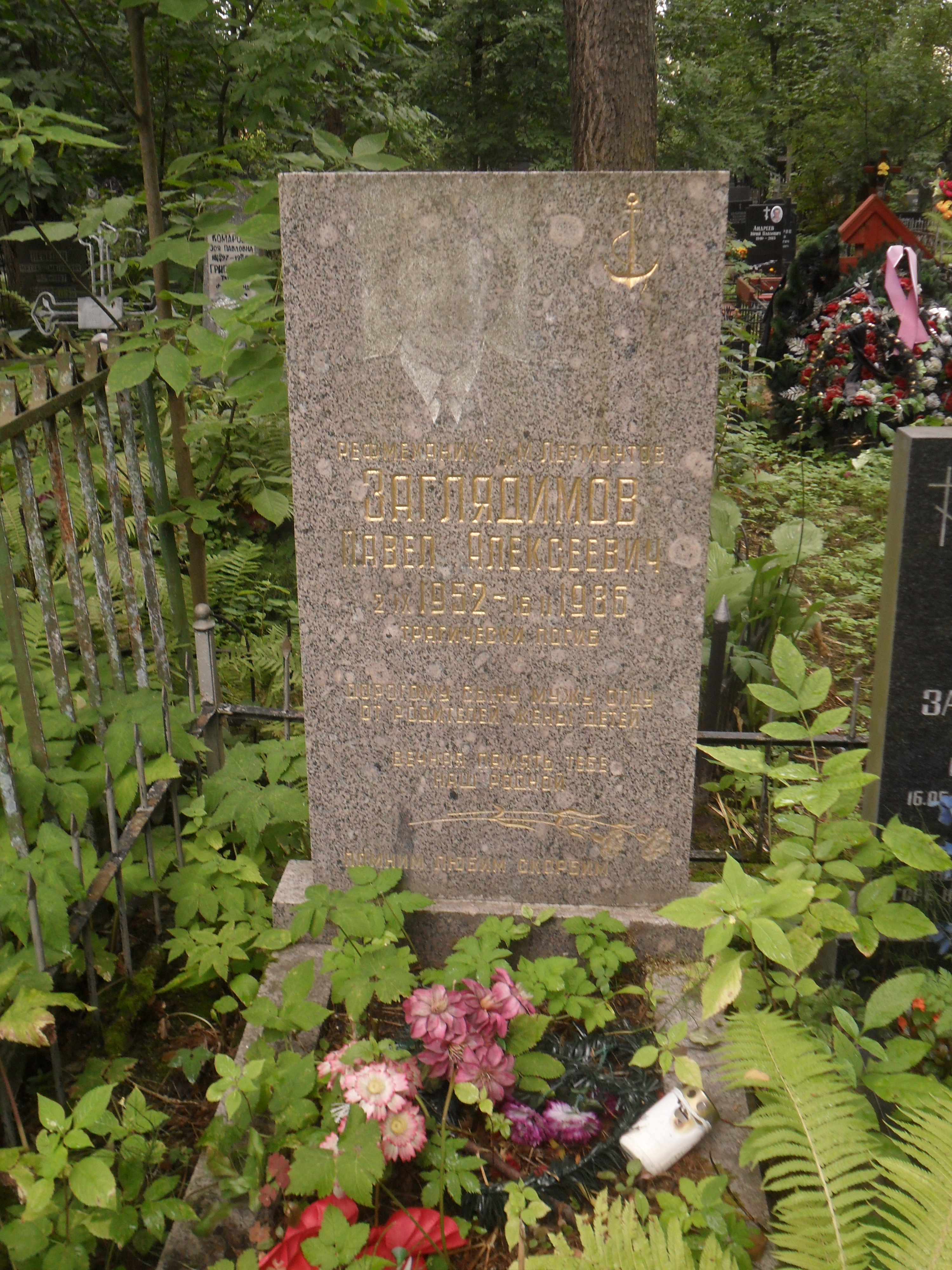
Кенотаф Павлу Заглядимову. Серафимовское кладбище Санкт-Петербурга

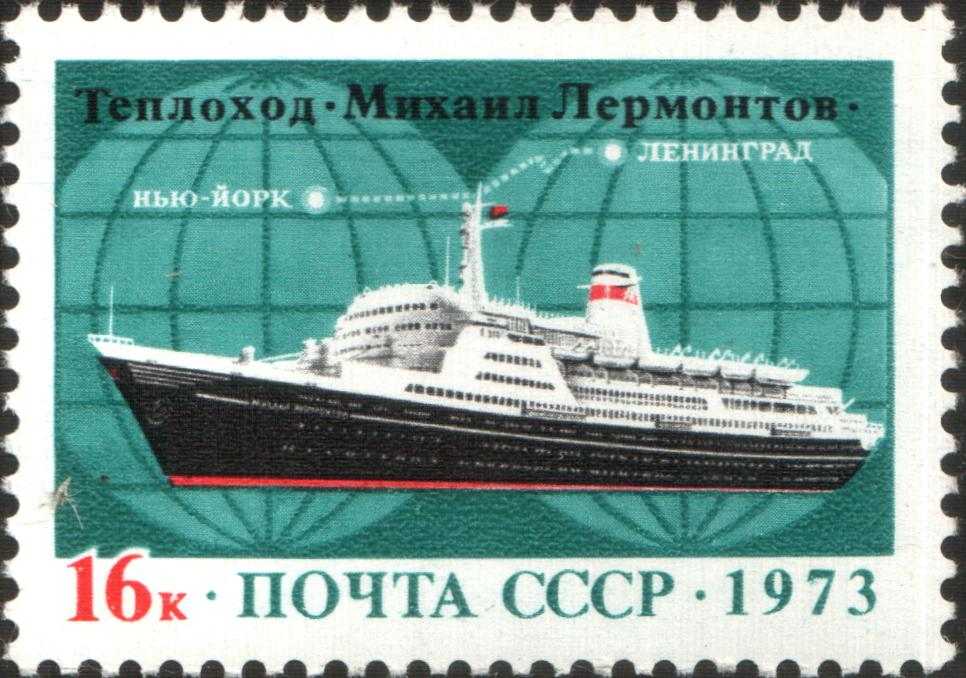
Почтовая марка СССР, 1973 год.

Последним рейсом теплохода «Михаил Лермонтов» стал круиз из Сиднея и обратно вдоль побережья Новой Зеландии, выполнявшийся на основании фрахта с зарегистрированной в Великобритании туристической фирмой «Charter Travel Club, Ltd».
Лайнер вышел из Сиднея 6 февраля 1986 года, на его борту находились 720 человек — 372 пассажира и 348 членов экипажа.
16 февраля в 17:38 по местному времени, во время лоцманской проводки под руководством старшего лоцмана и капитана порта Пиктон Дональда Джеймисона (англ. Donald Jamison), находясь в заливе Шекспира у берегов Новой Зеландии, судно на скорости около 15 узлов дважды ударилось дном о подводные камни скалистой отмели в районе мыса Джексон и получило обширную пробоину по левому борту ниже ватерлинии.
Принятые командой меры по спасению корабля путём задраивания переборок водонепроницаемых отсеков не дали эффекта: в результате быстрого поступления воды возник опасный крен на правый борт. Капитан лайнера Владислав Воробьёв принял решение посадить его на мель и с этой целью вошёл в залив Порт-Гор.
В 19:13 из-за затопления главного распределительного щита теплоход «Михаил Лермонтов» потерял ход и остановился, не дойдя до отмели менее 1 километра.
Все 372 пассажира (значительная часть из них была пенсионного возраста), 328 членов экипажа и новозеландский лоцман Джеймисон были спасены подошедшими к месту катастрофы танкером «Tarihiko» и паромом «Arahura».
За время эвакуации крен теплохода достиг 85°. В 22:40, через 20 минут после завершения эвакуации, лайнер затонул на глубине 38 метров.
В катастрофе погиб 1 член экипажа — 33-летний инженер рефрижераторных установок Павел Заглядимов, работавший в отсеке, который был затоплен сразу после столкновения. Его тело так и не нашли. В память о нём на Серафимовском кладбище в Ленинграде установлен кенотаф. Ещё 11 человек получили ранения в момент столкновения.

## Расследование
Официально виновником катастрофы был признан старший помощник капитана Сергей Степанищев (как старший офицер, находившийся на мостике в момент столкновения). В том же 1986 году Степанищев был осуждён по ч. 1 ст. 85 УК РСФСР за нарушение правил безопасности движения и эксплуатации транспорта на 4 года исправительных работ. При назначении наказания суд учёл неправомерные действия лоцмана Дональда Джеймисона, гражданина Новой Зеландии.
Джеймисон не был осуждён, но добровольно сдал свою лоцманскую лицензию. Свою карьеру он завершил капитаном грузового судна.
Расходы на восстановление теплохода превышали стоимость судна и 20 августа 1986 года был подписан приказ о списании «Михаила Лермонтова» с баланса Балтийского морского пароходства. Теплоход не был застрахован. В апреле 1989 года БМП предъявило властям порта Пиктон и лоцману Дональду Джеймисону иск на 100 000 000 австралийских долларов (45 000 000 $). Судебный процесс длился несколько лет. Выяснилось, что лоцман Джеймисон исполнял обязанности генерального директора правления и капитана порта Пиктон, был единственным лоцманом и экскурсоводом во всей акватории и при этом работал 7 дней в неделю по 16-18 часов в сутки. Таким образом, власти порта Пиктон нарушили множество новозеландских и международных конвенций, а значит, должны были отвечать за действия лоцмана, которые привели к катастрофе.

## Компенсация ущерба
Балтийское морское пароходство получило 2 750 000 $ и предложило пассажирам компенсацию ex gratia, однако её размер удовлетворил не всех пострадавших. В 1987 году последовал иск в суд первой инстанции, затем апелляция БМП рассматривалась в Высоком суде Австралии. В обеих инстанциях суд приговорил «Балтийское морское пароходство» к выплате компенсации за нанесённый ущерб. Процессы завершились только в 1993 году.

## Останки судна
Теплоход «Михаил Лермонтов» покоится на глубине 38 метров 41°02′31″ ю. ш. 174°13′10″ в. д. и является популярным местом дайвинга. Из-за темноты и мутной воды погружение сопряжено с повышенной опасностью. По состоянию на 2009 год, известно о гибели троих дайверов. Тело одного из них не было найдено и, предположительно, находится внутри судна.
Одна из спасательных шлюпок с теплохода установлена в качестве памятника в бухте Pine Harbour в городе Окленд и ещё одна в порту Пиктон.